# Hydrillodes toresalis
Hydrillodes toresalis là một loài bướm đêm trong họ Noctuidae.